# Samuel Portugal
Samuel Portugal Lima (* 29. března 1994) je brazilský profesionální fotbalista, který v současnosti hraje na pozici brankáře za portugalský klub FC Porto.

## Kariéra
Dne 4. ledna 2020 Samuel podepsal smlouvu s Portimonense. Samuel debutoval v dresu Portimonense 21. září 2020 při remíze 1:1 v Primeira Lize s Paços de Ferreira a při svém debutu chytil penaltu.
Dne 1. září 2022 podepsal Portugal pětiletou smlouvu s dalším týmem Primeira Ligy FC Porto za údajnou částku 4 miliony eur.

## Statistiky

### Klubové
Platí k zápasu hranému 27. srpna 2022.
| Klub                        | Sezóna            | Liga              | Liga   | Liga | Státní liga | Státní liga | Národní pohár | Národní pohár | Ligový pohár | Ligový pohár | Kontinentální | Kontinentální | Ostatní | Ostatní | Celkově | Celkově |
| Klub                        | Sezóna            | Soutěž            | Zápasy | Góly | Zápasy      | Góly        | Zápasy        | Góly          | Zápasy       | Góly         | Zápasy        | Góly          | Zápasy  | Góly    | Zápasy  | Góly    |
| --------------------------- | ----------------- | ----------------- | ------ | ---- | ----------- | ----------- | ------------- | ------------- | ------------ | ------------ | ------------- | ------------- | ------- | ------- | ------- | ------- |
| Coritiba                    | 2015              | Série A           | 0      | 0    | 0           | 0           | 0             | 0             | —            | —            | —             | —             | —       | —       | 0       | 0       |
| Coritiba                    | 2018              | Série B           | 0      | 0    | 0           | 0           | 0             | 0             | —            | —            | —             | —             | —       | —       | 0       | 0       |
| Coritiba                    | Celkově           | Celkově           | 0      | 0    | 0           | 0           | 0             | 0             | —            | —            | —             | —             | —       | —       | 0       | 0       |
| Metropolitano (hostování)   | 2016              | Série D           | 0      | 0    | 12          | 0           | —             | —             | —            | —            | —             | —             | —       | —       | 12      | 0       |
| Portuguesa (hostování)      | 2016              | Série C           | 0      | 0    | 0           | 0           | 0             | 0             | —            | —            | —             | —             | —       | —       | 0       | 0       |
| Água Santa (hostování)      | 2017              | —                 | —      | —    | 0           | 0           | —             | —             | —            | —            | —             | —             | 3       | 0       | 3       | 0       |
| Grêmio Anápolis (hostování) | 2018              | —                 | —      | —    | 12          | 0           | —             | —             | —            | —            | —             | —             | —       | —       | 12      | 0       |
| Portimonense                | 2019/20           | Primeira Liga     | 0      | 0    | —           | —           | 0             | 0             | 0            | 0            | —             | —             | —       | —       | 0       | 0       |
| Portimonense                | 2020/21           | Primeira Liga     | 30     | 0    | —           | —           | 0             | 0             | —            | —            | —             | —             | —       | —       | 30      | 0       |
| Portimonense                | 2021/22           | Primeira Liga     | 30     | 0    | —           | —           | 0             | 0             | 1            | 0            | —             | —             | —       | —       | 31      | 0       |
| Portimonense                | 2022/23           | Primeira Liga     | 4      | 0    | —           | —           | 0             | 0             | 0            | 0            | —             | —             | —       | —       | 4       | 0       |
| Portimonense                | Celkově           | Celkově           | 64     | 0    | —           | —           | 0             | 0             | 1            | 0            | —             | —             | —       | —       | 65      | 0       |
| Porto                       | 2022/23           | Primeira Liga     | 0      | 0    | —           | —           | 0             | 0             | 0            | 0            | 0             | 0             | 0       | 0       | 0       | 0       |
| Porto                       | 2023/24           | Primeira Liga     | 0      | 0    | —           | —           | 0             | 0             | 0            | 0            | 0             | 0             | 0       | 0       | 0       | 0       |
| Porto                       | Celkově           | Celkově           | 0      | 0    | —           | —           | 0             | 0             | 0            | 0            | 0             | 0             | 0       | 0       | 0       | 0       |
| Celkově v kariéře           | Celkově v kariéře | Celkově v kariéře | 64     | 0    | 24          | 0           | 0             | 0             | 1            | 0            | 0             | 0             | 3       | 0       | 92      | 0       |